# Penstemon galloensis
Penstemon galloensis är en grobladsväxtart som beskrevs av Guy L. Nesom. Penstemon galloensis ingår i släktet penstemoner, och familjen grobladsväxter. Inga underarter finns listade i Catalogue of Life.